# Championnat du Lesotho de football 2006-2007
Navigation
Édition suivante
La saison 2006-2007 du Championnat du Lesotho de football est la trente-huitième édition du championnat de première division au Lesotho. Les seize équipes engagées sont regroupées au sein d'une poule unique où elles affrontent deux fois leurs adversaires, à domicile et à l'extérieur. En fin de saison, les deux derniers du classement sont relégués et remplacés par les deux meilleurs clubs de deuxième division.
C'est le Lesotho Correctional Services qui remporte la compétition cette saison après avoir terminé en tête du classement, à égalité de points avec le Matlama FC, ne le devançant qu'au bénéfice d'une meilleure différence de buts. C'est le troisième titre de champion du Lesotho de l'histoire du club.

## Participants
- Lesotho Defence Force FC
- Likhopo FC
- Joy FC - Promu de D2
- Lesotho Correctional Services
- Matlama FC
- Linare FC
- LMPS FC Maseru
- Swallows FC
- Lerotholi Polytechnics FC
- BB Warriors FC
- Lioli FC
- LMPS FC Mafeteng - Promu de D2
- Mphatlalatsane FC
- Matjantja FC
- Roma Rovers
- Arsenal Maseru

## Compétition

### Classement
Le classement est établi sur le barème de points classique : victoire à 3 points, match nul à 1, défaite à 0.
| Rang | Équipe                        | Pts | J  | G  | N  | P  | Bp | Bc | Diff |
| ---- | ----------------------------- | --- | -- | -- | -- | -- | -- | -- | ---- |
| 1    | Lesotho Correctional Services | 70  | 30 | 22 | 4  | 4  | 68 | 21 | +47  |
| 2    | Matlama FC                    | 70  | 30 | 21 | 7  | 2  | 60 | 16 | +44  |
| 3    | Lesotho Defence Force FC      | 64  | 30 | 20 | 4  | 6  | 53 | 23 | +30  |
| 4    | LMPS FC Maseru                | 52  | 30 | 16 | 4  | 10 | 41 | 31 | +10  |
| 5    | Lioli FCC                     | 49  | 30 | 14 | 7  | 9  | 37 | 24 | +13  |
| 6    | Mphatlalatsane FC             | 49  | 30 | 15 | 4  | 11 | 41 | 33 | +8   |
| 7    | Likhopo FCT                   | 48  | 30 | 14 | 6  | 10 | 29 | 25 | +4   |
| 8    | Matjantja FC                  | 45  | 30 | 13 | 6  | 11 | 36 | 34 | +2   |
| 9    | Linare FC                     | 39  | 30 | 11 | 6  | 13 | 35 | 35 | 0    |
| 10   | Roma Rovers                   | 39  | 30 | 10 | 9  | 11 | 30 | 38 | -8   |
| 11   | Swallows FC                   | 34  | 30 | 8  | 10 | 12 | 24 | 32 | -8   |
| 12   | Joy FCP                       | 30  | 30 | 8  | 6  | 16 | 28 | 46 | -18  |
| 13   | Arsenal Maseru                | 25  | 30 | 6  | 7  | 17 | 22 | 41 | -19  |
| 14   | Lerotholi Polytechnics FC     | 24  | 30 | 3  | 15 | 12 | 26 | 39 | -13  |
| 15   | LMPS FC MafetengP             | 18  | 30 | 3  | 9  | 18 | 21 | 60 | -39  |
| 16   | BB Warriors FC                | 11  | 30 | 3  | 2  | 25 | 22 | 75 | -53  |

|  | Qualification pour la Ligue des champions de la CAF 2008                                |
|  | Relégation en deuxième division                                                         |
|  | T : Tenant du titre C : Vainqueur de la Coupe du Lesotho P : Promu de deuxième division |

## Bilan de la saison
| Championnat du Lesotho de football 2006-2007                        |                                          |
| Champion                                                            | Lesotho Correctional Services (3e titre) |
| Coupes et trophées                                                  |                                          |
| Vainqueur de la Coupe du Lesotho 2006-2007                          | Lioli FC                                 |
| Qualifications continentales                                        |                                          |
| Ligue des champions de la CAF 2008                                  | Lesotho Correctional Services            |
| Coupe de la confédération 2008                                      | Aucun                                    |
| Promotions et relégations                                           |                                          |
| Promus en Championnat du Lesotho de football                        | Qalo FC                                  |
| Promus en Championnat du Lesotho de football                        | Naughty Boys FC                          |
| Relégués en Championnat du Lesotho de football de deuxième division | LMPS FC Mafeteng                         |
| Relégués en Championnat du Lesotho de football de deuxième division | BB Warriors FC                           |